# OpenML
 (енгл. OpenML) је слободно, вишеплатформско окружење развијено од стране Кронос Груп (енгл. Khronos Group). Намена су му снимање, пренос, обрада, приказ и синхронизовање дигитале мултимедије. Ово обухвата дводимензиону и тродимензиону графику, звук и видео, разне системе улаза и излаза података, и мрежне комуникације.